# Jewel Song / Beside You: Boku o Yobu Koe
Jewel Song / Beside You: Boku o Yobu Koe è un singolo della cantante sudcoreana BoA, pubblicato nel 2002 ed estratto dall'album Valenti.

## Tracce
1. Jewel Song
2. Beside You: Boku wo Yobu Koe
3. Jewel Song (Instrumental)
4. Beside You: Boku wo Yobu Koe (Instrumental)